# 噴射快艇
噴射快艇是由從船尾噴出的水流推動的小船。與在船下或船後的水中使用外部螺旋槳的機動船或機動船不同，噴射快艇將水從船底通過進水口抽入船內的水泵中，然後通過船尾的噴嘴排出。現代噴射快艇是由新西蘭工程師威廉·漢密爾頓爵士（Sir William Hamilton）在1950年代中期開發的。